# Batalha de Mossul (2016–2017)

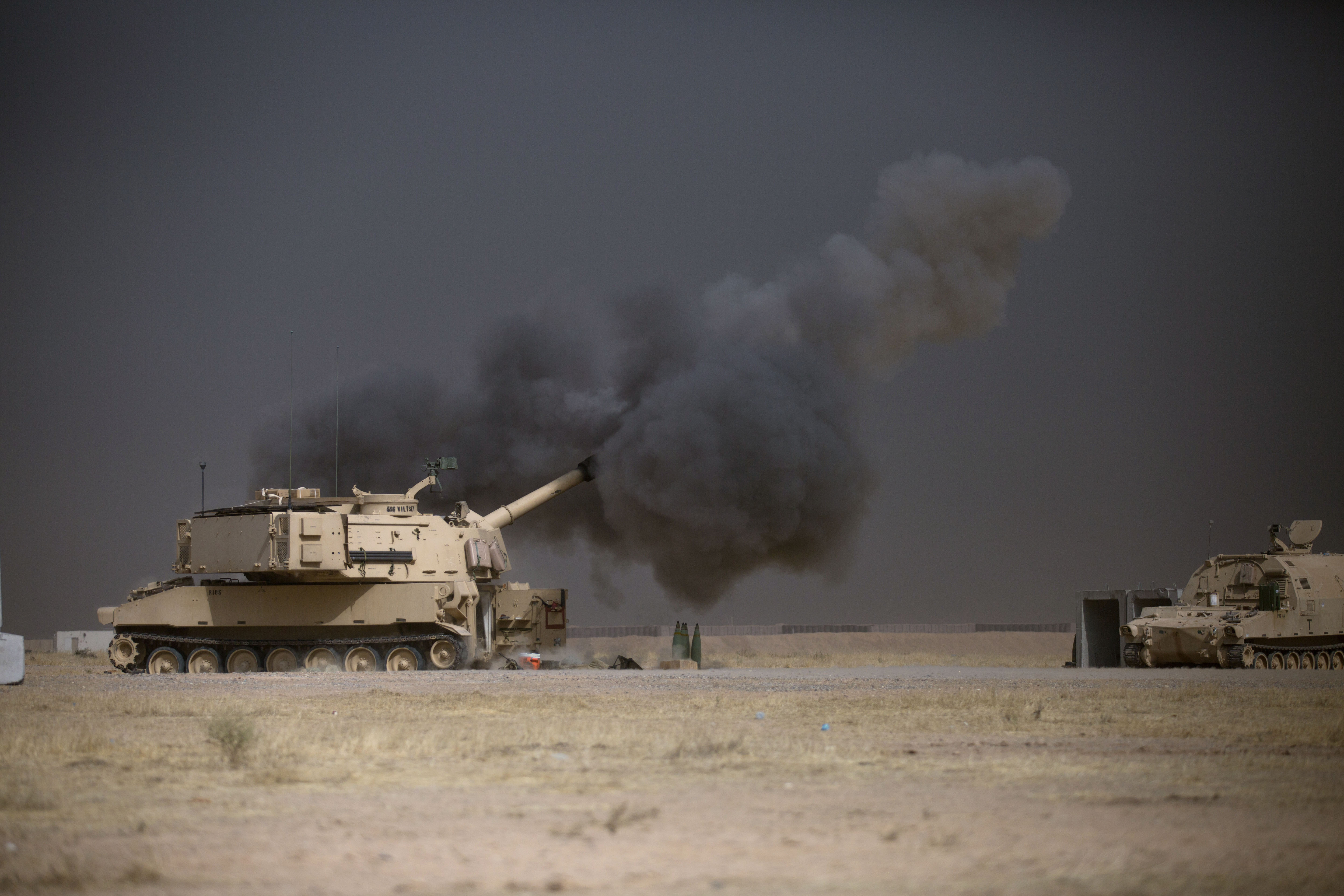
Um obuseiro autopropulsado americano M109A6 disparando contra Qayyarah, durante a ofensiva, em outubro de 2016.

A Batalha de Mossul (em árabe: معركة الموصل) foi uma grande ofensiva militar lançada por forças do governo iraquiano e milícias aliadas, junto com tropas curdas e contando com apoio de forças multi-nacionais (encabeçadas pelos Estados Unidos, França e Reino Unido) com o objetivo de conquistar a cidade de Mossul, até então a maior cidade do Iraque em mãos de militantes do grupo terrorista Estado Islâmico do Iraque e do Levante (EIIL).
A batalha por Mossul durou quase nove meses e terminou com a cidade em ruínas, milhares de mortos e boa parte da população local expulsa de suas casas. No final, o governo iraquiano foi vitorioso, expulsando os guerrilheiros islamitas da região.

## Histórico

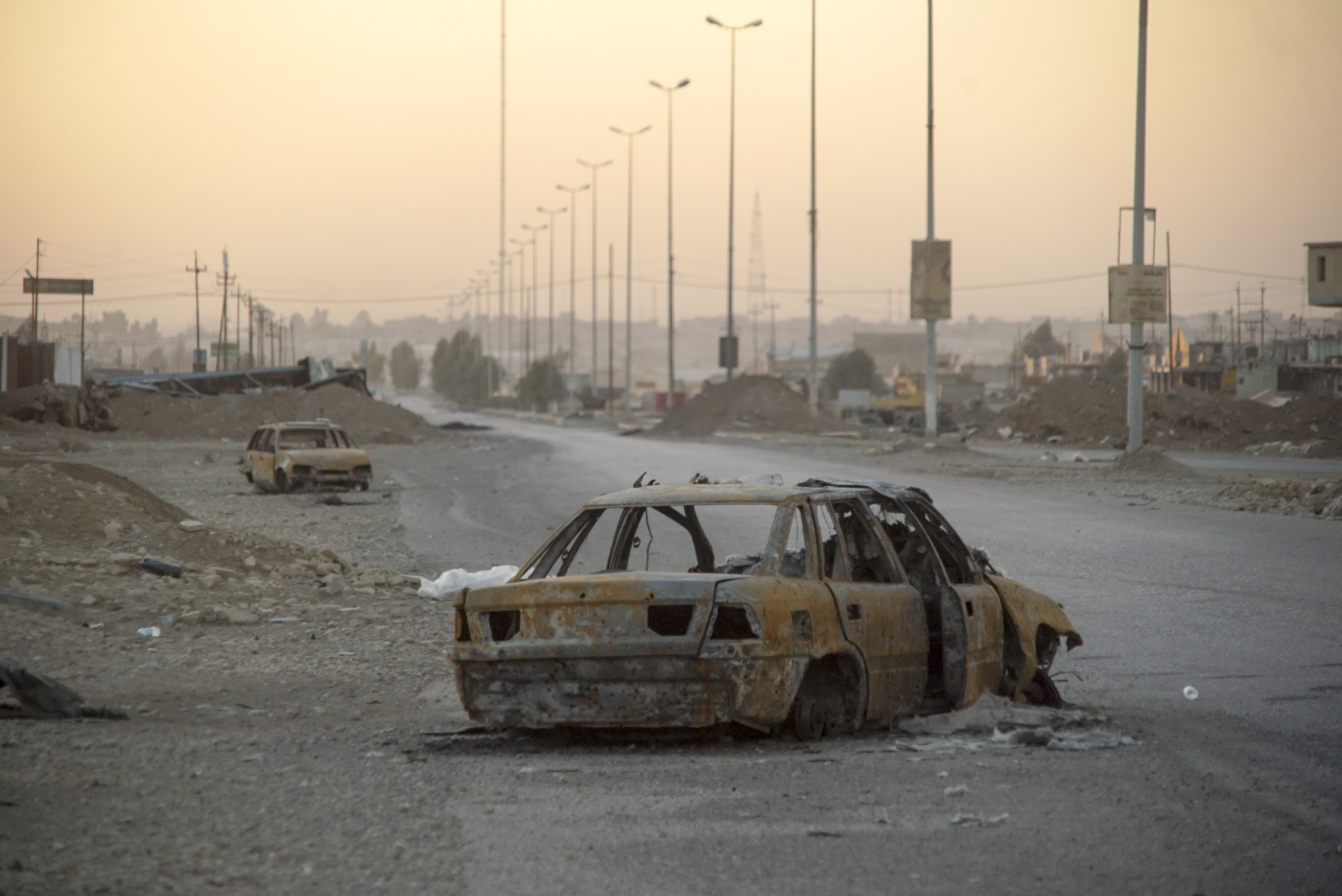
Destruição nas cercanias de Mossul, no norte do Iraque, em novembro de 2016.

As ofensivas para tomar a região começaram em 24 de março de 2016 e a campanha terrestre contra a cidade em si foi iniciada formalmente em 16 de outubro.
A batalha por Mossul foi considerada crucial no andamento da guerra contra o Estado Islâmico, após a queda da cidade para os terroristas em junho de 2014. A região era o último grande reduto urbano do EIIL no Iraque, contendo várias estradas que interconectam o país a vizinha Síria e era o centro nervoso de operações dos jihadistas na área. Para retomar a região, o governo iraquiano mobilizou a maior força de combate do país desde a invasão americana do país em 2003.
Mossul era, na época, a terceira cidade mais populada do Iraque, apenas atrás de Bagdá e Baçorá. Em junho de 2014, cerca de 800 militantes do EIIL ocuparam a cidade após um ataque relâmpago, conseguindo tomar a região devido à desconfiança da população maioritariamente sunita relativamente ao governo iraquiano xiita e às forças armadas corruptas. Foi na Grande Mesquita de Nuri que Abu Bakr al-Baghdadi, líder do Estado Islâmico (EI), proclamou o seu califado na região. A população diminuiu de 2,5 milhões para 1,5 milhões após 2 anos de liderança por parte dos terroristas. A cidade foi outrora extremamente diversa, com minorias como os armênios, yazidis, assírios, turcomanos e shabaks, que sofreram muito sob a liderança do EI. Mossul permanecia a última fortaleza urbana do Estado Islâmico no Iraque e a ofensiva antecipada para reivindicá-la foi exaltada como a "mãe de todas as batalhas" pelo governo iraquiano.
Esta batalha foi o desdobramento final de duas grandes ofensivas (uma lançada em 2015 e outra no começo de 2016) lançadas por forças iraquianas. Com muitos civis inocentes sendo pegos no fogo cruzado, a situação humanitária na região se deteriorou. Segundo a liderança curda, as forças do Estado Islâmico estavam sofrendo pesadas baixas enquanto as forças aliadas reportavam vários progressos na sua marcha contra Mossul. Ainda assim, o EIIL estava bem entrincheirado enquanto uma das maiores batalhas da guerra civil iraquiana estava acontecendo.
A batalha por Mossul se desenrolou, inicialmente, de forma rápida. O exército iraquiano foi capaz de cercar a cidade e tomar boa parte da zona rural. Civis começaram a evacuar a região aos milhares, mas muitos foram pegos no fogo cruzado. Conforme as tropas do governo se infiltravam em Mossul, um grande combate urbano começou. Aviões da Coalizão Ocidental (e suas forças especiais no solo) apoiaram as tropas de Bagdá. O exército foi avançando de forma lenta, com os guerrilheiros do Estado Islâmico esboçando feroz resistência. Foi necessário oito meses e três semanas para que os terroristas fossem enfim sobrepujados. Atentados a bomba, maus tratos a civis e violentos combates casa por casa marcaram a luta na cidade (que terminou em ruínas).
A 9 de julho de 2017, após quase nove meses de lutas, o governo iraquiano declarou vitória contra o Estado Islâmico em Mossul. Contudo, combates esporádicos ainda eram reportados na parte oeste do rio Tigre. Foi só um dias depois, a 10 de julho, que de fato o primeiro-ministro iraquiano, Haidar al-Abadi, confirmou a retomada da cidade.
Apesar dos anúncios e das celebrações feitas pelo governo, violentos combates na região de "Cidade Velha", no centro de Mossul, continuaram, com bolsões de guerrilheiros islamitas ainda resistindo. A operação de "limpeza" das últimas posições do Estado Islâmico durou mais de duas semana, mas o governo iraquiano conseguiu se sair vitorioso. Entre 20 e 22 de julho, atentados a bomba foram reportados na cidade velha de Mossul, mas os combates cairam de intensidade logo em seguida, com o governo fazendo múltiplas prisões de simpatizantes do Estado Islâmico na região central da cidade. Nesse meio tempo, foi reportado nenhum outro confronto entre forças iraquianas e os terroristas.